# Parti libéral du Yukon
Le Parti libéral du Yukon est un parti politique dans le territoire du Yukon, au Canada.

## Origines
C'est à partir de 1978 que les partis politiques prennent un sens officiel au sein de la législature du Yukon. Auparavant, les acteurs législatifs étaient tous considérés comme indépendants. À partir de 1978, ils peuvent, en fonction des nouvelles lois au Yukon, s'associer à des partis politiques.
C'est donc à partir de ce moment que le Parti libéral du Yukon prend une signification réelle.
À ses premières élections, en 1978, il ne fait élire que deux candidats,.

## Histoire
Après 20 années comme parti politique mineur, la formation sous Pat Duncan gagne les élections de 2000.

### Le Parti libéral du Yukon au pouvoir
À partir de 2000, la première ministre du Yukon est une membre du Parti libéral du Yukon, Pat Duncan. Pour les deux années qui vont suivre, le Parti libéral, avec Pat Duncan, restera au pouvoir. Mais réduit à un gouvernement minoritaire à la suite de plusieurs défections, Duncan appelle de nouvelles élections en 2002. Le Parti libéral du Yukon est le grand perdant devant le Parti du Yukon.  Duncan gagne le seul siège libéral face à une marée du Parti du Yukon.

### Arrivée de Sandy Silver
Le 17 août 2012, c'est Sandy Silver qui devient le chef intérimaire du Parti libéral du Yukon. En 2014, il est élu chef du parti par acclamation. 

### Retour au pouvoir
Depuis le 7 novembre 2016, le Parti libéral du Yukon reprend le pouvoir après 14 ans d'absence,.

## Mission du Parti libéral du Yukon
La mission du parti s'oriente autour des points suivants :
- faire ce qui est juste pour tous les Yukonnais
- prendre position pour le Yukon
- mesurer l'excellence par le leadership dans les relations que nous établissons, l'intégrité que nous rétablissons dans la politique et le niveau d'engagement public que nous entretenons

## Plate-forme
Les moyens utilisés par le Parti libéral du Yukon afin de remplir sa mission sont les suivants :
- Une approche équilibrée dans la gestion du  développement économique du Yukon.
- Des relations respectueuses avec les gouvernements des Premières Nations.
- Soutenir les solutions locales pour les préoccupations locales au niveau municipal.
- Favoriser des modes de vie plus sains pour le mieux-être et le bien-être de tous.
- Être un gouvernement transparent et responsable dans ses relations avec les Yukonnais.

## Résultats électoraux
| Élection | # de candidats élus | % du vote populaire |
| -------- | ------------------- | ------------------- |
| 1978     | 2                   | 26,0 %              |
| 1982     | 0                   | 15,0 %              |
| 1985     | 2                   | 7,6 %               |
| 1989     | 0                   | 11,1 %              |
| 1992     | 1                   | 16,1 %              |
| 1996     | 3                   | 24,1 %              |
| 2000     | 10                  | 42,9 %              |
| 2002     | 1                   | 29,0 %              |
| 2006     | 5                   | 34,7 %              |
| 2011     | 2                   | 25,2 %              |
| 2016     | 11                  | 39.4 %              |
| 2021     | 8                   | 32.3 %              |

## Chef du parti
| Nom                      | Chef         | Premier ministre |
| ------------------------ | ------------ | ---------------- |
| Lan McKay                | 1978-1981    | —                |
| Ron Veale                | 1981-1984    | —                |
| Roger Coles              | 1984-1986    | —                |
| Jim McLachlan            | 1986-1989    | —                |
| Paul Theriault (intérim) | 1989-1992    | —                |
| Jack Cable               | 1992-1995    | —                |
| Ken Taylor               | 1995-1997    | —                |
| Jack Cable (intérim)     | 1997-1998    | —                |
| Pat Duncan               | 1998-2005    | 2000-2002        |
| Arthur Mitchell          | 2005-2011    | —                |
| Darius Elias (intérim)   | 2011-2012    | —                |
| Sandy Silver             | 2012-2023    | 2016-2023        |
| Ranj Pillai              | 2023-présent | 2023-présent     |